# 东城街道 (东营市)
东城街道，是中华人民共和国山東省东营市东营区下辖的一个乡镇级行政单位。

## 行政区划
东城街道下辖以下地区：
府前社区、清风社区、辽河社区、明月社区、沂北社区、沙营社区、金水社区、安和社区、科达社区、安宁社区安宁东区社区、安宁社区安宁西区社区、安宁社区安宁北区社区、安慧西区社区、安慧南区社区、安泰南区社区、安泰北区社区、天鹅花园社区、水城国际社区、安盛南区社区、安盛北区社区、安兴南区社区、安兴北区社区、海河南区社区、海河北区社区、辉煌庄园社区、怡和社区、金翰家园社区、金融社区、惠州社区、新新家园社区和天水社区。